# Robert Munro (arkeolog)
Robert Munro, född 21 juli 1835 i Assynt, Ross-shire, Skotska Högländerna, död 18 juli 1920, var en engelsk arkeolog. 
Munro var lärare i arkeologi vid universitetet i Glasgow samt sekreterare i The society of antiquaries of Scotland. Han studerade särskilt förhistoriska pålbyggnader. Munros huvudarbeten är Ancient scottish lake-dwellings (1882), The lake-dwellings of Europe (1890) och Prehistoric Scotland (1899).